# Малые Горки (Владимирская область)
Малые Горки — деревня в Петушинском районе Владимирской области России, входит в состав Нагорного сельского поселения.

## География
Деревня расположена в 16 км на север от города Покров и в 32 км на северо-запад от райцентра города Петушки.

## История
По разделу 3 января 1677 года деревней владел И. П. Савёлов.
По данным на 1860 год деревня принадлежала Дмитрию Ивановичу Микулину.
В ревизских сказках 1—10 ревизий 1719—1858 годов называлось сельцом, но о господских домах упоминаний нет. 
В конце XIX — начале XX века деревня входила в состав Овчининской волости Покровского уезда и относилась к Андреевскому приходу
C 1921 года — в составе Александровского уезда. В 1859 году в деревне числилось 52 двора, в 1905 году — 68 дворов, в 1926 году — 78 дворов.
С 1929 года деревня входила в состав Больше-Горского сельсовета Киржачского района, с 1940 года — в составе Овчининского сельсовета, с 1945 года — в составе Покровского района, с 1954 года — в составе Панфиловского сельсовета, с 1960 года в составе Петушинского района, с 2005 года — в составе Нагорного сельского поселения.

## Население
| 1859 | 1905 | 1926 | 2002 | 2010 | 2021 |
| ---- | ---- | ---- | ---- | ---- | ---- |
| 340  | ↗399 | ↘339 | ↘4   | ↗11  | ↘7   |